# Chalcides chalcides
Chalcides chalcides és una espècie de sauròpsid (rèptil) de la família Scincidae que habita al nord i sud del Mediterrani. Al nord ocupa el sud-est de França, Itàlia (incloent Sicília, Sardenya i Elba), i al sud apareix a Algèria, Líbia, el Marroc i Tunísia.
És una espècie comuna, es troba generalment en zones assolellades amb vegetació densa (en general herba de fins a 40 cm d'altura), però també es poden trobar en zones àrides.